# Gabriel Contant
Pour les articles homonymes, voir Contant.
Gabriel Contant (4 janvier 1931 à Joliette, Québec - ) est un créateur de vitrines, scénographe et artiste peintre, québécois

## Formation
Il fait ses études de 1947 à 1953 à l'École des Beaux-arts de Montréal, dont deux années de peinture avec le peintre Stanley Casgrove. Il y gagne les prix suivants :
- prix des professeurs ;
- prix de l'ambassade de France ;
- prix du Ministre.

## Démarche artistique
Durant sa carrière, sa démarche a été progressive :
- dans les années 1950 et pour une quinzaine d'années : l'abstraction lyrique suivie d'une période de semi-figuration ;
- de 1970 à 1980 : la figuration ramène les paysages chez ce peintre amoureux de la nature ;
- depuis 1980 : la discipline de l'objet, natures mortes et intérieurs. Il attache beaucoup d'importance à la beauté et désire susciter chez le spectateur un sentiment de joie.

Il a été lauréat du Salon de la jeune peinture en 1961, puis membre du jury de l'Independent Art Association de 1964 à 1967.

## Expositions
- Musée d'art contemporain de Montréal, collection permanente
- Musée Beaulne
- Musée du Québec, collection permanente[1]
- Expositions solo très nombreuses à Montréal, Westmount, Longueuil, Mont Saint-Hilaire etc.

## Source
Catalogue d'exposition: Gabriel Contant, Ciel d'images. collection Musée Populaire